# Борщевка (Даниловский район)
Борще́вка — упразднённая в 2000 году деревня в Даниловском районе Ярославской области России.

## География
Находилась в 27 км от Данилова, по левую сторону от автомобильной дороги Череповец—Данилов.

## История
Упразднена официально Постановлением Государственной Думы Ярославской области от 28 ноября 2000 года № 148 «Об исключении из учётных данных населённых пунктов Даниловского района Ярославской области».

## Инфраструктура
Было личное подсобное хозяйство.

## Транспорт
Просёлочная дорога от региональной автодороги 78К-0010.